# Яновец
Яновец — село в Суздальском районе Владимирской области России, входит в состав Селецкого сельского поселения.

## География
Село расположено на берегу речки Рпень в 16 км на юго-запад от райцентра города Суздаль.

## История

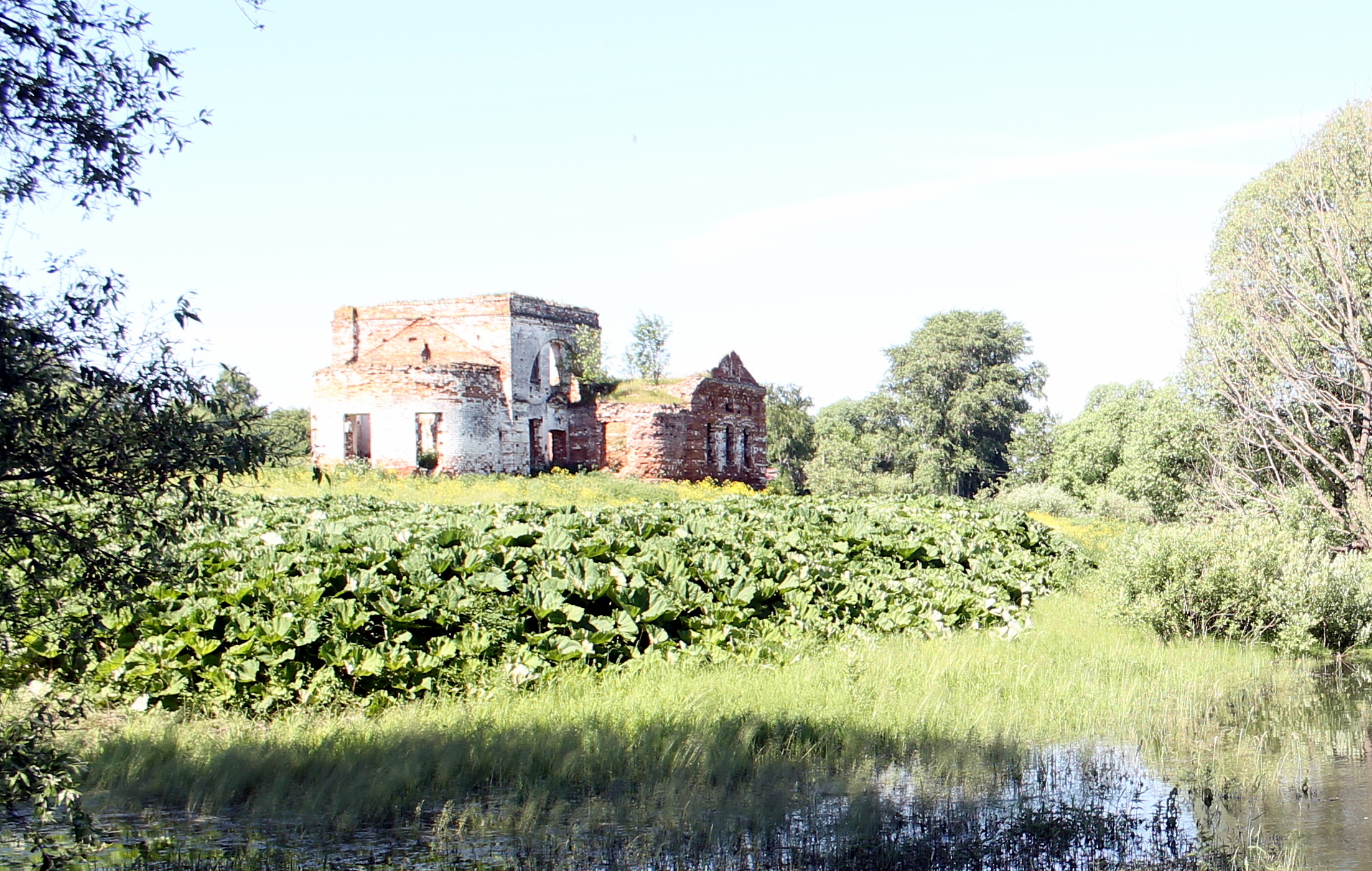
Руины церкви Космы и Дамиана.

Деревянная церковь в Яновце, домовом селе патриархов Московских, существовала с XVII веке. В 1700 году она была вновь отстроена по прошению сельского старосты Ивашки Прокофьева. В 1826 году на пожертвования прихожан в селе была возведена каменная церковь во имя Святых Козьмы и Дамиана с колокольней.
Как и многие окрестные храмы, церковь в Яновце пала жертвой антирелигиозной политики советского государства. Церковь закрыли в конце 1930-х годов. В настоящее время от здания остались лишь живописные руины.
В конце XIX — начале XX века село входило в состав Оликовской волости Владимирского уезда.
С 1929 года село входило в состав Туртинского сельсовета Суздальского района.

## Население
| 1859 | 1926 |
| ---- | ---- |
| 304  | 372  |

| 1859 | 1905 | 1926 | 2002 | 2010 | 2021 |
| ---- | ---- | ---- | ---- | ---- | ---- |
| 304  | ↗470 | ↘372 | ↘9   | ↘3   | ↗23  |

## Достопримечательности
В селе находится полуразрушенная Церковь Космы и Дамиана (1826).